# Haradzeïa
Haradzeïa (en biélorusse : Гарадзея, en alphabet łacinka : Haradzieja) ou Gorodeïa (en russe : Городея ; en polonais : Horodziej) est une commune urbaine de la voblast de Minsk, en Biélorussie. Sa population s'élevait à 3 777 habitants en 2017.

## Histoire
Mentionnée pour la première fois en 
vignette
.
Avant la Seconde Guerre mondiale, la communauté juive représente les deux tiers de la population totale, entre 700 à 1 000 personnes. Les Allemands occupent la ville de 1941 à 1944.
En 1941, ils enferment les juifs de la ville dans un ghetto.
Le 16 juillet 1942, le ghetto est liquidé, environ 1 000 Juifs sont assassinés dans une exécution de masse perpétrée par un commando des Einsatzgruppen.

## Personnalités liées à la commune
Alexandre Nadson (1926-2015)